# 衛胤文
衛胤文（？—1645年5月20日（弘光元年四月丁丑）），字祥趾，號紫菴，又號紫岫，陝西西安府韓城縣人，明朝、南明政治人物。

## 生平
衛胤文是天啟元年舉人衛之琚的兒子，在崇禎三年（1630年）中舉人，次年（1631年）成進士，改庶吉士，歷任翰林院編修、國子監司業、詹事府中允、左諭德後告歸。十四年（1641年）時李自成入關，陝西軍力崩潰，他在家鄉連夜趕到北京，痛哭上陳作戰計劃，表示西方危險，將禍及社稷，並請求徵召四大鎮入朝保衛京師；他連續呈上十五道奏疏，捐出三千金犒軍。崇禎帝認為他切實，在朝堂當面褒勞他。北京失陷，他匿藏在民間，被李自成部下搜獲，在審訊前逃到南京。弘光帝繼位，仍然讓衛胤文擔任左諭德，迎合馬士英意思而奏請罷史可法兵馬，弘光帝下詔責備他，馬士英就和他遂漸親䁥。不久他到興平營，高傑因為他是同里而上疏讓他留下監軍；高傑去世，衛胤文在馬士英推薦下即時以兵部右侍郎總督興平的部隊，經略開封、歸德。很快朝廷下令安慶巡撫併入應天巡撫，屯撫併入鳳陽總督，王永吉兼巡撫淮安，他則兼巡撫徐揚。
當時柳城人高金高自修築土城，訓練壯丁，不接受李自成命令，衛胤文上疏讓他擔任副總兵。歸德失陷，清兵徘徊不前，令徐州人民驚慌，王永吉請求急調閣標以及甘肅團練營救；但忽然傳來密旨要求撤軍入衛，因此各軍隊前向江上，徐州空虛。王永吉再次上書說：「清兵已進入虹縣，距離泗州二百里，萬一泗州淪陷，就會直達盱眙。盱眙東南一路可達淮安，正南一路可達揚州，西南一路可達六合、浦口，不但淮安、揚州無法支撐，而且隨時會渡江攻入南京。請求讓衛胤文、劉澤清全力守住徐州、泗州，保全南直隸的門戶，同時以南直隸全力防寇防清，才不會四面受敵。」朝廷不採納。弘光元年（1645年）四月，朝廷才命令他和李成棟屯駐泗州，未出發揚州已淪陷，他投水而死。

## 引用
1. ↑  錢海岳《南明史·卷一·本紀第一》：（弘光元年四月）丁丑，清兵陷揚州，大學士史可法、侍郎張伯鯨、總督衛胤文、總兵劉肇基以下闔城死之……
2. ↑  《韓城縣志》：卫引文，字紫岫，生而器宇超越，英硕非常。庚午举人，辛未进士。出陈明卿、李晓湘二先生之门，授庶常，晋编修、国学司业、春坊中允、谕德、侍讲经筵。己卯典試越中，得人最盛，陆公培、葛公世振其尤著也。时流寇四起，海内骚然。公方在家居，十六年冬李自成西安，全秦瓦解。公星夜赴京师，恸哭上前，言西土之危，将延社稷，次第上五疏，具陈御寇方略，且捐家资以助军需，得三千金。上召见，温旨慰劳，公哭陈剿寇之谋，請名诸将，翼卫王室，有诏褒劳，未及施行而神京失守。公薙除须发，被缁衣，不肯臣伏，贼切齿甚，严加惨刑，濒死不屈，手书寄其子延龄曰：吾削去须发，不能即死，罪也！儿唯读书以继吾志耳。馀无所言。已而乘間南奔，时大学士史公可法奉命督师，开府维杨。兴平伯高杰节镇淮南，公以僧服入城，史见公来喜甚，即疏公以左春坊左谕德兼兵科给事中，监興平军西征。至开封，諸故将之不降逆贼者其无所归，多观望。公以忠义禍福招谕，声振河洛，兵日以众。适马士英忌興平威望，恐其成功，故促入秦，欲以死之。公以兴平颇恃其勇武，不为贼备，屡书相戒，而兴平恬不为意。未几，遂罹许定国之刃，兵大溃。公駐归德，閣部复以少司马为公请，遂奉命总师，共守扬州。无何，大清兵至，扬州城破，阁部自杀，公不知存亡，或云投水死，又谓及于乱兵，又谓以黄冠遯去，人尚有于嵩洛间见之者。著有馆阁试草、编纂六朝章奏、武经七书、六子全书。
3. 1 2  錢海岳《南明史·卷三十四·列傳第十》：衛胤文，字祥趾，韓城人。崇禎四年進士，改庶吉士。歷編修、司業、中允、左諭德告歸。十四年，李自成入關，秦中瓦解，胤文方在里，星夜入京，痛哭陳戰守計，言西土之危，將延社稷，並請召四大鎮入衛京師。連上十五疏，捐三千金犒軍。上以其剴切，召對褒勞之。京師破，匿民間，自成搜得，考訊備至，乘間南歸。
4. ↑  嘉慶《韓城縣志·卷五·選舉表》：（崇禎）庚午（舉人）……衛胤文 之琚子
5. ↑  《崇祯四年辛未科进士三代履历》：卫胤文，紫菴，春秋，己酉三月十九日生。韩城人，庚午三十九，會二百六十八，二甲二十四名。兵部政，改庶吉士，癸酉授编修，丙子丁忧。己卯补原职，浙江正主考，庚辰补日讲，庚辰升国子监司業。曾祖守榮。祖准士，儒官。父之琚，辛酉举人。
6. ↑  錢海岳《南明史·卷三十四·列傳第十》：安宗立，仍故官。希馬士英指，奏罷史可法兵。詔切責之，士英遂與之䁥。尋詣興平營，高傑以同里故，疏請留監己軍。傑卒，士英薦之，即以兵部右侍郎總督興平所部，經畧開歸。會朝命以皖撫併應撫，屯撫併鳳督。王永吉兼巡撫淮安，胤文兼巡撫徐揚。
7. ↑  錢海岳《南明史·卷三十四·列傳第十》：時柳城金高自修土城，練壯丁，不受順命，疏授副總兵。歸德陷，清兵盤桓未下，徐州兵民驚潰，永吉請急調閣標及甘肅團練救之。忽密旨速撤入衛，於是諸軍向江上，徐州遂空。永吉復上言：「清兵已入虹縣，去泗二百里，萬一泗州不守，則闌入盱眙。盱眙東南一路可達淮安，正南一路可達揚州，西南一路可達六合、浦口，不但淮、揚不支，且向江干問渡矣。乞命胤文、劉澤清以全力守徐、泗，保全南直尚存門戶，卻以南直全力防寇防清，庶不四面受敵也。」不報。四月，始命與李成棟屯泗州，未行而揚州陷，胤文赴水死。